# Irren ist tödlich
Irren ist tödlich (Originaltitel: Per qualche dollaro in meno) ist eine italienische Italowestern-Komödie aus dem Jahr 1966. Die direkte Parodie auf Für ein paar Dollar mehr – der Originaltitel bedeutet „Für ein paar Dollar weniger“ – wurde von Mario Mattòli inszeniert und im deutschen Sprachraum erst 1988 im DFF erstmals gezeigt.

## Handlung
Im amerikanischen Westen: Der ängstliche Bankangestellte Bill, der von seinem Chef Mr. Black drangsaliert wird, versucht, die Folgen eines Fehlbetrags von 100 US-Dollar zu vermeiden, indem er sich zu seinem Cousin Colonel Frank begibt, der ihm Schießkünste beibringen soll. Sie agieren als Kopfgeldjäger und Bandit, um so die Kopfprämien zu kassieren, allerdings endet Bill im Gefängnis. Dort sitzt auch der mexikanische Bandit Miguel ein, dessen Bande die beiden beim Überfall auf eben jene Bank unterstützen sollen. Mit Mühe gelingt es den Cousins, den Coup zu landen, die Mexikaner gegeneinander auszuspielen und sie beim Sheriff anzuliefern. Dann kassieren sie die Kopfgelder.

## Synchronisation
Die deutsche Synchronfassung entstand beim DEFA Studio für Synchronisation, Berlin. Eberhard Richter schrieb das Dialogbuch und Klaus-Michael Bauer führte Regie.
| Figur                 | Darsteller          | Deutscher Sprecher   |
| --------------------- | ------------------- | -------------------- |
| Bill                  | Lando Buzzanca      | Tim Hoffmann         |
| Miguel, der Mexikaner | Elio Pandolfi       | Helmut Müller-Lankow |
| Juanita               | Gloria Paul         | Ute Lubosch          |
| Sally                 | Lucia Modugno       | Roswitha Hirsch      |
| Miguels Vater         | Luigi Pavese        | Horst Kempe          |
| Mr. Black             | Pietro Tordi        | Walter Wickenhauser  |
| Jane                  | Valeria Ciangottini | Gabriele Schäfer     |
| Colonel Frank         | Raimondo Vianello   | Karl-Heinz Oppel     |

## Kritik
„Nett sind einige der direkten Bezugnahmen auf Leone, z. B. die Rückblenden, in denen enthüllt wird, welches tragische Ereignis Frank mit dem Mexikaner verbindet“, schreibt Christian Keßler, der aber vor der (DDR-)Synchronisation des Filmes eindringlich warnt.
Die „Komödie mit parodistischen Elementen“ (Lexikon des internationalen Films) wurde auch in Italien wenig begeistert rezensiert. Segnalazioni Cinematografiche hielten „die darstellerischen Leistungen auf ähnlich niedrigem Niveau wie die Regie“.